# 金子雪子
金子 雪子（かねこ ゆきこ）は、日本の薬学者（薬理学・糖尿病学）。博士（薬学）（静岡県立大学・課程博士・2004年）。静岡県立大学薬学部講師・大学院薬学研究院講師。
大分大学医学部助教、静岡県立大学薬学部助教などを歴任。

## 概要
専門は、薬理学・糖尿病学。膵臓のβ細胞におけるインスリンの分泌に関する研究で知られる。大分大学、静岡県立大学、などで教鞭を執った。

## 来歴

### 生い立ち
静岡県立大学薬学部に進学。1999年（平成11年）3月、静岡県立大学を卒業、学士の学位を取得。さらに静岡県立大学大学院薬学研究科に進学。在学中に博士論文「一酸化窒素（NO）によるインスリン分泌調節機構に関する研究」を執筆、2004年（平成16年）3月、静岡県立大学大学院修了に伴い、博士（薬学）の学位を取得。

### 薬学者として
2004年（平成16年）から2007年（平成19年）にかけて大分大学医学部薬理学教室助教を務めた。
2007年（平成19年）に、母校の静岡県立大学薬学部助教に就任。2016年（平成28年）、静岡県立大学の薬学部にて講師に昇任。薬学部では、主として薬学科の講義を担当、薬理学分野に携わった。また、静岡県立大学大学院薬学研究院講師を兼務。大学院では、主として薬食生命科学総合学府の講義を担当、薬理学教室に携わった。

## 研究
専門は薬学、特に薬理学・糖尿病学の研究に従事。具体的には、膵β細胞でのインスリンの分泌を調節するメカニズムについて研究していた。また、糖尿病に罹患した際の膵β細胞の疲弊抑止について研究した。
「2型糖尿病による膵β細胞機能障害からの回復を目指した新規糖尿病治療標的の探索と機能解析」で、日本薬学会東海支部より2015年（平成27年）7月4日に学術奨励賞が授与された。また、「糖尿病治療薬開発を指向した膵β細胞機能・細胞量制御に関する研究」で、日本薬学会薬理系薬学部会より2021年（令和3年）8月26日に奨励賞が授与された。さらに「膵β細胞を標的とする新たな作用機序を有する糖尿病治療薬開発に向けた薬理研究」で、日本薬学会より2022年（令和4年）3月25日に女性薬学研究者奨励賞が授与された。
学術団体としては、日本薬学会、日本薬理学会、日本糖尿病学会、などに所属。

## 略歴
- 1999年 - 静岡県立大学薬学部卒業[4]。
- 2004年 - 静岡県立大学大学院薬学研究科修了[4]。
- 2004年 - 大分大学医学部助教[3]。
- 2007年 - 静岡県立大学薬学部助教[3]。
- 2016年 - 静岡県立大学薬学部講師[3]。
- 2016年 - 静岡県立大学大学院薬学研究院講師。

## 賞歴
- 2015年 - 日本薬学会東海支部学術奨励賞[9]。
- 2021年 - 日本薬学会薬理系薬学部会奨励賞[10]。
- 2022年 - 日本薬学会女性薬学研究者奨励賞[11]。

### 註釈
1. ↑  静岡県立大学は、2007年に静岡県から静岡県公立大学法人に移管された。

## 関連人物
- 石川智久 (薬学者)
- 木村俊秀